# S10 NBC Respirator
S10 CBRN Respirator — это военный противогаз, который ранее использовался во всех родах войск Вооруженных сил Великобритании. После замены маски на респиратор общего назначения в 2011 году его широко продают на гражданском рынке.

## История

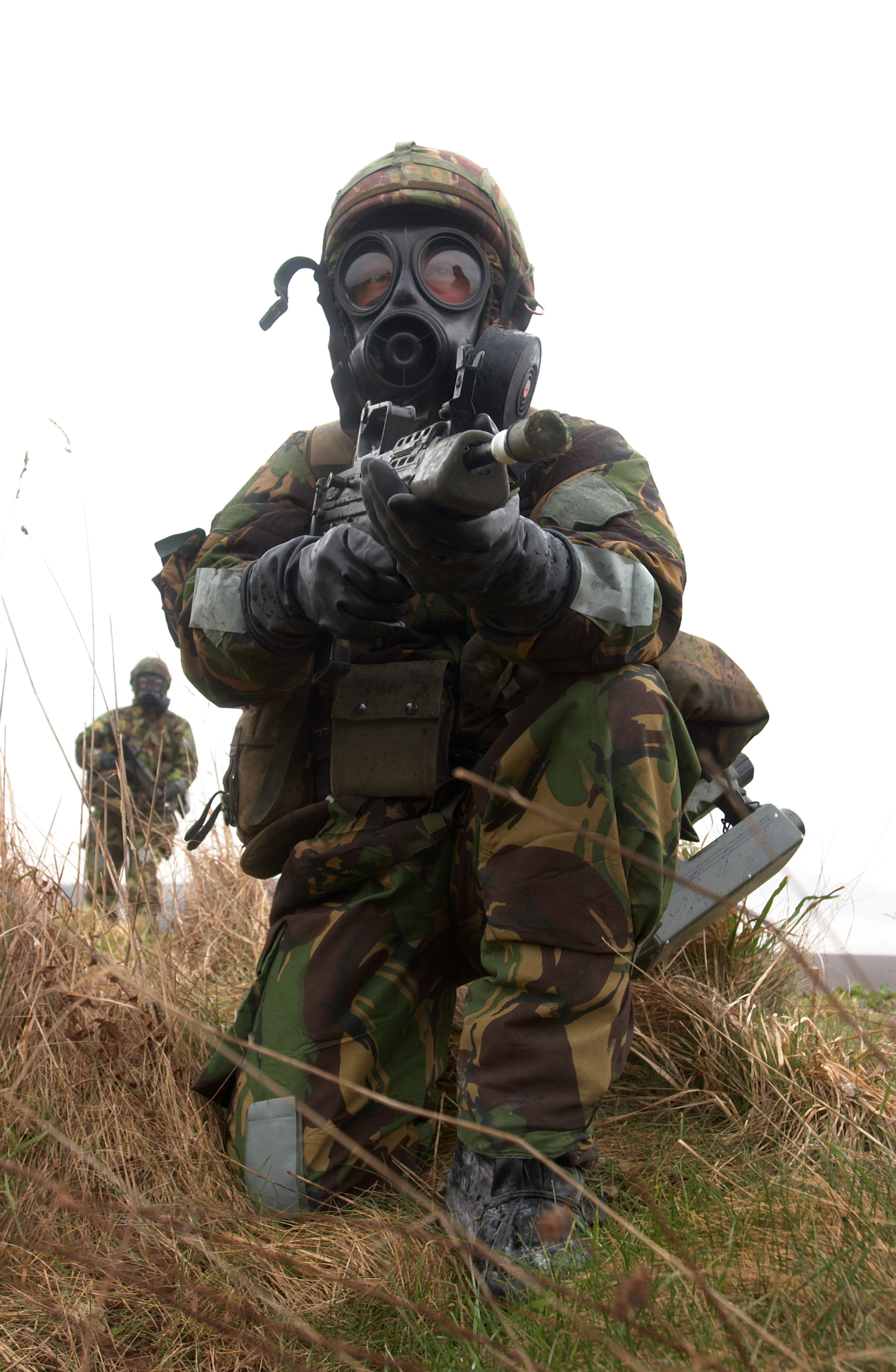
Британский солдат с респиратором S10 во время учений по химической, биологической, радиологической и ядерной войне (CBRN)

S10 был представлен в 1986 году в качестве замены респиратора S6 NBC находящегося на вооружении с 1960-х годов, производства компании Avon Rubber. S10 были выданы британским гражданам в Саудовской Аравии во время войны в Персидском заливе 1991 года и были отмечены синей вставкой PSM (первичный речевой модуль) или синим пятном на лбу.
Первоначально респиратор S10 должен был быть заменен новым респиратором общего назначения (GSR) в 2007 году, хотя официально работы по замене начались в 2011 году, с тех пор все респираторы S10 были заменены на GSR. Срок годности всех выпущенных фильтров для S10 истек, (последний в 2014 году). Новые респираторы S10 закупаться не будут

## Варианты
- SF10 предназначен для использования в службах безопасности и специальных силах (заменен, по крайней мере, в службе SAS, на CT12 версию FM12)
- AR10 для полицейских
- N10 коммерческая версия.

## Примечание
1. ↑  Avon S10. Дата обращения: 9 августа 2010. Архивировано из оригинала 4 сентября 2012 года.
2. ↑  British S6. Gas Mask King. Дата обращения: 27 февраля 2020. Архивировано 27 февраля 2020 года.
3. ↑  General Service Respirator. YouTube (20 февраля 2012). Дата обращения: 27 февраля 2020. Архивировано 22 декабря 2021 года.